# 摂津市立第二中学校
摂津市立第二中学校（せっつしりつ だいにちゅうがっこう）は、大阪府摂津市にある公立中学校。

## 沿革
摂津市には従来、摂津市立三島中学校（現在の摂津市立第一中学校）1校のみが設置され、摂津市全域を校区としていた。
三島中学校の生徒数が増加したことに伴い、三島中学校の校区から安威川以南を分離する形で、1970年に摂津市で2番目の中学校・摂津市立第二中学校として開校した。また第二中学校開校と同時に、従来の三島中学校は摂津市立第一中学校へと改称している。
開校当初の1年間は摂津市立第一中学校内に仮校舎を設置していたが、1971年4月に現在地に移転している。また生徒数の増加により、摂津市立第四中学校・摂津市立第五中学校の2中学校が分離開校している。

### 年表
- 1970年4月1日 - 摂津市立第二中学校として開校。摂津市立第一中学校内に仮校舎を置く。
- 1970年8月18日 - 摂津市大字鳥飼西472番地（現在地）に校地選定、地鎮祭を実施。
- 1971年4月6日 - 現在地に校舎完成、移転。
- 1981年4月1日 - 摂津市立第四中学校を分離。
- 1984年4月1日 - 摂津市立第五中学校を分離。

## 通学区域
- 摂津市立鳥飼西小学校と摂津市立鳥飼北小学校の通学区域。

摂津市 鳥飼西1丁目-5丁目、鳥飼野々1丁目-3丁目、鳥飼八防1丁目-2丁目、鳥飼和道1丁目、東一津屋、新在家1丁目-2丁目、安威川南町、鳥飼本町1丁目-5丁目。

## 著名な卒業生
- 立浪和義 - 元プロ野球選手・中日ドラゴンズ監督[1]。1982年4月に中学校進学[1]。当初は当校に入学したが、当校は生徒数が急増したため、3年時（1984年）から第五中学校へ転出した[2]。

## 交通アクセス
- 大阪モノレール 南摂津駅 北東へ約1km。
- 近鉄バス・阪急バス 新在家口バス停、鳥飼西5丁目バス停。